# 川並村
川並村（かわなみむら）は、かつて岐阜県安八郡に存在した村である。
現在の大垣市東部。揖斐川と中之江川、東中之江川に挟まれた。南北に細長い輪中地帯の村である。揖斐川の西岸の村であるが、一部揖斐川東岸の地域がある。
村名は、この地域の通称、川並組合に由来する。

## 沿革
- 江戸時代、一帯は大垣藩領であった。
- 1897年（明治30年）4月1日 - 古宮村、小泉村、直江村、平村、米野村、深池村、難波野村、今福村が合併し、川並村となる。
- 1948年（昭和23年）10月1日 - 大垣市に編入される。

## 学校
- 川並村立川並小学校 （現・大垣市立川並小学校）[2]
- 川並村立川並中学校 （後の大垣市立川並中学校。大垣市合併後の1967年に、江東中学校と川並中学校を統合。現・大垣市立江並中学校）